# Clorur de potassi
El clorur de potassi, KCl, és un halur metàl·lic compost de potassi i clor. En estat pur es presenta en forma cristal·lina de color blanc. Té una estructura cristal·lina cúbica centrada en les cares com la del clorur de sodi, NaCl, que es fractura fàcilment en tres direccions.
A la natura es troba en el mineral silvina, KCl, en combinació amb el clorur de sodi en la silvinita i a la carnallita, KCl·MgCl₂·6H₂O. També es pot extreure, a part d'aquests minerals, de l'aigua de la mar. És un subproducte de la fabricació d'àcid nítric a partir de nitrat de potassi i àcid clorhídric.
Oralment és tòxic en excés, la DL50 en rates és de 2600 mg/kg. És a dir que si ho apliquem a una persona amb un pes de 70 kg n'hauria d'ingerir 182 g. La toxicitat de la sal de cuina, clorur de sodi, és només un poc superior, 3000 mg/kg. Intravenosament es redueix a només 100 mg/kg. Però més importants en són els efectes sobre el múscul cardíac, ja que altes dosis en poden produir una aturada del cor i la mort ràpida.

## Reaccions químiques
El clorur de potassi s'empra com a font d'anions clorur, Cl-. Com qualsevol altre clorur soluble, precipita clorur d'argent per reacció amb nitrat d'argent, reacció que permet identificar la presència de clorurs:
KCl(aq) + AgNO3(aq) → AgCl(s) + KNO3(aq)

## Aplicacions
- La majoria del clorur de potassi que es produeix s'empra en la fabricació de fertilitzants, ja que el creixement de les plantes es veu limitat per la seva presència, però també proporciona resistència davant les plagues i millora la qualitat dels fruits.

- Com a reactiu químic és utilitzat en la manufactura d'hidròxid de potassi, KOH, i de potassi metàl·lic.

- També és emprat en medicina en casos de diarrea, vòmits i en el postquirúrgic de l'aparell digestiu.

- S'empra en aplicacions científiques, processament d'aliments i execucions judicials a través d'una injecció letal.